# Căsătorie ciudată (film)
Căsătorie ciudată (în maghiară Különös házasság) este un film dramatic maghiar din 1951. A fost regizat de Márton Keleti după un scenariu de Gyula Háy bazat pe romanul omonim scris de Kálmán Mikszáth. Căsătorie ciudată a avut premiera în Republica Populară Ungară la 18 februarie 1951. Filmul a intrat în concurs la Festivalul Internațional de Film de la Cannes în aprilie 1951.
Căsătorie ciudată a fost realizat ca o piesă iconică a producției politice a epocii și a jucat un rol tragic în propaganda anti-bisericească a regimului stalinist. Filmul a fost colorat inițial, dar la fel ca Ludas Matyi, a fost realizat pe un  material care și-a pierdut repede culoarea.

## Rezumat
Tânărul conte János Buttler se întoarce acasă pentru sărbători. El o întâlnește pe Piroska și începe o relație romantică secretă cu ea. Conducătorii școlii, precum și părinții fetei sunt împotriva relației. Ei fac totul pentru a-i despărți, dar, cu toate acestea, după absolvirea școlii, János vine la persoana iubită. Între timp o altă persoană încearcă să distrugă dragostea lor - trădătorul baron Dőry. Lui Janos i se impune o căsătorie ciudată cu Mária, fiica baronului Dőry, care a rămas însărcinată cu un preot. Dar tânărul nu va renunța la fericirea și dragostea sa pentru Piroska.

## Distribuție
- Gyula Benkő – contele János Buttler Párdányi
- Miklós Gábor – Zsiga Bernáth
- Lajos Rajczy – baronul István Dőry
- Hédi Temessy – Mária, fiica Baronului Dőry
- Sándor Tompa – Miklós Horváth
- Éva Örkényi – Piroska, fiica lui Horváth
- Artúr Somlay – arhiepiscopul Fischer
- Sándor Pécsi – Ignác Medve, doctor
- Sándor Szabó – preotul Szucsinka
- Tamás Major – iezuit
- Hilda Gobbi – dna Szimácsi
- Tivadar Uray – comitele (főispán) István Fáy
- Gábor Rajnay – avocatul Pereviczky
- László Kemény – profesorul Kövy
- József Bihari – Csősz

## Producție
În momentul realizării filmului, în 1950, statul comunist maghiar era în plină campanie împotriva Bisericii Romano-Catolice. În acea perioadă, József Mindszenty, arhiepiscopul din Esztergom, era închis de aproape doi ani (începând cu 26 decembrie 1948). Procesul lui Mindszenty s-a soldat doar cu condamnări severe la închisoare, dar mașina de teroare a partidului s-a pregătit pentru un al doilea val mai sever de represiune împotriva preoților și conducătorilor bisericii, călugărilor și altor persoane considerate „reacționari clerici”. Al doilea val a început cu un proces din 1951 împotriva arhiepiscopului József Grősz, conducătorul Arhidiecezei de Kalocsa. Filmul Căsătorie ciudată - așa cum a fost gândit inițial, ca ecranizare a unui roman anticlerical, a servit scopurilor ideologice și propagandistice ale statului stalinist, și a furnizat o bază importantă și puternică propagandei anticlericale. Filmul a avut premiera la 18 februarie 1951, iar arhiepiscopul József Grősz și alți lideri romano-catolici au fost arestați trei luni mai târziu, la 18 mai 1951. Procesul lui Grősz a avut o mare anvergură, cu un număr de aproximativ 200 de oameni condamnați de diverse instanțe, inclusiv 15 execuții. Conform altor date, aproape 30 de persoane au fost condamnate la moarte în 17 procese, iar 17 persoane au fost executate. Mai mulți arestați au murit torturați în timpul interogatoriilor.

## Legături externe
- Căsătorie ciudată la Internet Movie Database

## Vezi și
- Listă de filme străine până în 1989